# Нев'янка
Нев'я́нка (рос. Невьянка) — селище у складі Нев'янського міського округу Свердловської області.
Населення — 14 осіб (2010, 7 у 2002).
Національний склад станом на 2002 рік: росіяни — 57 %, удмурти — 29 %.